# NGC 6538
NGC 6538 ist eine spiralförmige Zwerggalaxie vom Hubble-Typ S im Sternbild Drache am Nordsternhimmel. Sie ist schätzungsweise 68 Millionen Lichtjahre von der Milchstraße entfernt und hat einen Durchmesser von etwa 20.000 Lichtjahren.
Das Objekt wurde am 30. Mai 1886 von Lewis A. Swift entdeckt.